# Heart Attack (Krokus)
Heart Attack è il decimo album in studio della heavy metal band, Krokus, uscito nel 1988 per l'Etichetta discografica MCA Records.

## Il disco
Con questo disco, la band avrebbe dovuto riacquisire il successo perso a causa del precedente Change of Address. Firmarono per una nuova casa discografica, la MCA Records, con il ritorno di Von Rohr.
Tutto faceva ben presagire, ma il tanto acclamato grande ritorno si rivelò un gigantesco buco nell'acqua. "Heart Attack" è un album estremamente stereotipato nel quale le canzoni sono certamente potenti ma ricolme di cliché. Cercarono di tornare sulle orme di Headhunter (1983), con sonorità più potenti ispirate al heavy metal più classico. L'iniziale "Everybody Rocks", una spudorata scopiazzatura di "Rock Rock 'Til You Drop" dei Def Leppard, mette subito le cose in chiaro: i Krokus sono tornati, ma non sono più quelli di un tempo. La traccia "Winning Man" era originariamente presente nell'album Hardware, ma venne poi ri-registrata e reinserita anche in questo disco. L'ispirazione ha oramai toccato i minimi storici e le idee sono ridotte al lumicino come testimoniano non solo le trame musicali dei vari episodi ma anche titoli quantomeno pacchiani quali: "Rock'n' Roll Tonight", "Wild Love", "Shoot Down The Night" e "Bad Bad Girl". Non c'è da stupirsi che l'album e il seguente tour si rivelino un flop totale. I Krokus sembrano ormai giunti al capolinea: Storace abbandona la band seguito a ruota da Kohler e Crivelli.

## Tracce
1. Everybody Rocks – 3:49
2. Wild Love – 3:55
3. Let It Go – 4:31
4. Winning Man – 5:16
5. Axx Attack – 4:24
6. Rock'n' Roll Tonight – 3:59
7. Flyin' High – 4:14
8. Shoot The Night – 4:36
9. Bad, Bad Girl – 5:58
10. Speed Up – 6:15

## Singoli
- Let It Go (b-side: Winning Man, Bourbon Street)
- Wild Love (b-side: Winning Man)

## Formazione
- Marc Storace – voce
- Fernando Von Arb – chitarra solista e ritmica, basso, tastiere
- Mark Kohler – chitarra ritmica e solista
- Chris von Rohr – basso, tastiere
- Dani Crivelli – batteria